# Passarel·la de Sant Pere
La passarel·la de Sant Pere, també coneguda com a passarel·la de la Seu d'Ègara o passarel·la de Vallparadís, és un pont per als vianants situat al parc de Vallparadís de Terrassa. Creua el torrent de Monner i dona accés al conjunt monumental de les esglésies de Sant Pere de Terrassa. Al moment de la seva inauguració en el 2004 va ser la banda tesa de major llum d'Espanya amb 80 m, fins que en el 2014 es va obrir al públic a Valladolid la passarel·la del Doctor D. Pedro Gómez Bosc de 86 m.

## Història
El parc de Vallparadís està format pel torrent que rep el mateix nom i dos més que ho alimenten: el de “els Bruixes” i el de Monner. En el vèrtex de la confluència dels dos torrents generadors se situa el Conjunt monumental de les Esglésies de Sant Pere de Terrassa, lloc sacre amb un registre històric de població humana sense interrupció d'ençà el segle I dC.
Des del s XVI l'accés a les esglésies des del centre urbà es realitza pel Pont de Sant Pere, amb una sèrie d'arcs de maçoneria, sobre el torrent de “els Bruixes”. 
En 1995 l'Ajuntament va convocar un concurs d'idees sobre l'articulació urbanística de tota la zona. Aquest concurs incloïa el tractament del conjunt monumental-arqueològic, la creació d'un nou museu i, entre altres peces, la solució de pas per als vianants sobre el torrent. Aquest concurs multidisplicinar va ser guanyat per un equip format per Enginyeria Reventós, SL i RGA arquitectes.

## Descripció de l'obra

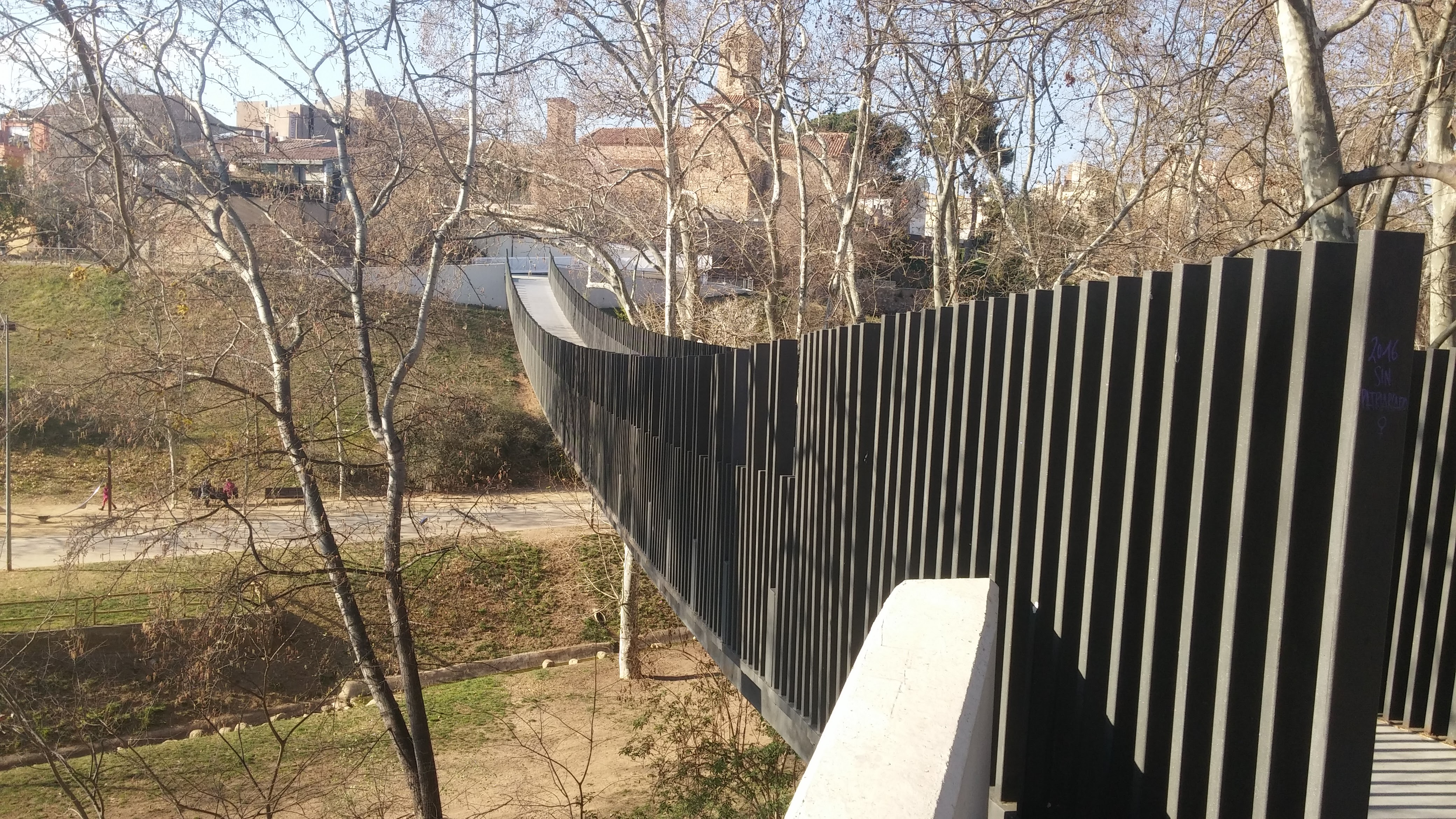
Vista general de la Passarel·la de Sant Pere, situada a Terrassa

La solució mitjançant una banda tesa dona lloc a una actuació que respecta el Parc, ja que la passarel·la passa entre arbres de fins a 40 m d'altura sense tocar-los.
El tauler de la passarel·la té 2,70 m d'ample i les baranes estan formades  per muntants verticals d'altures desiguals. Així l'usuari té visibilitat del Parc. En els extrems hi ha unes portes que permeten el tancament de la passarel·la.

## Estructura

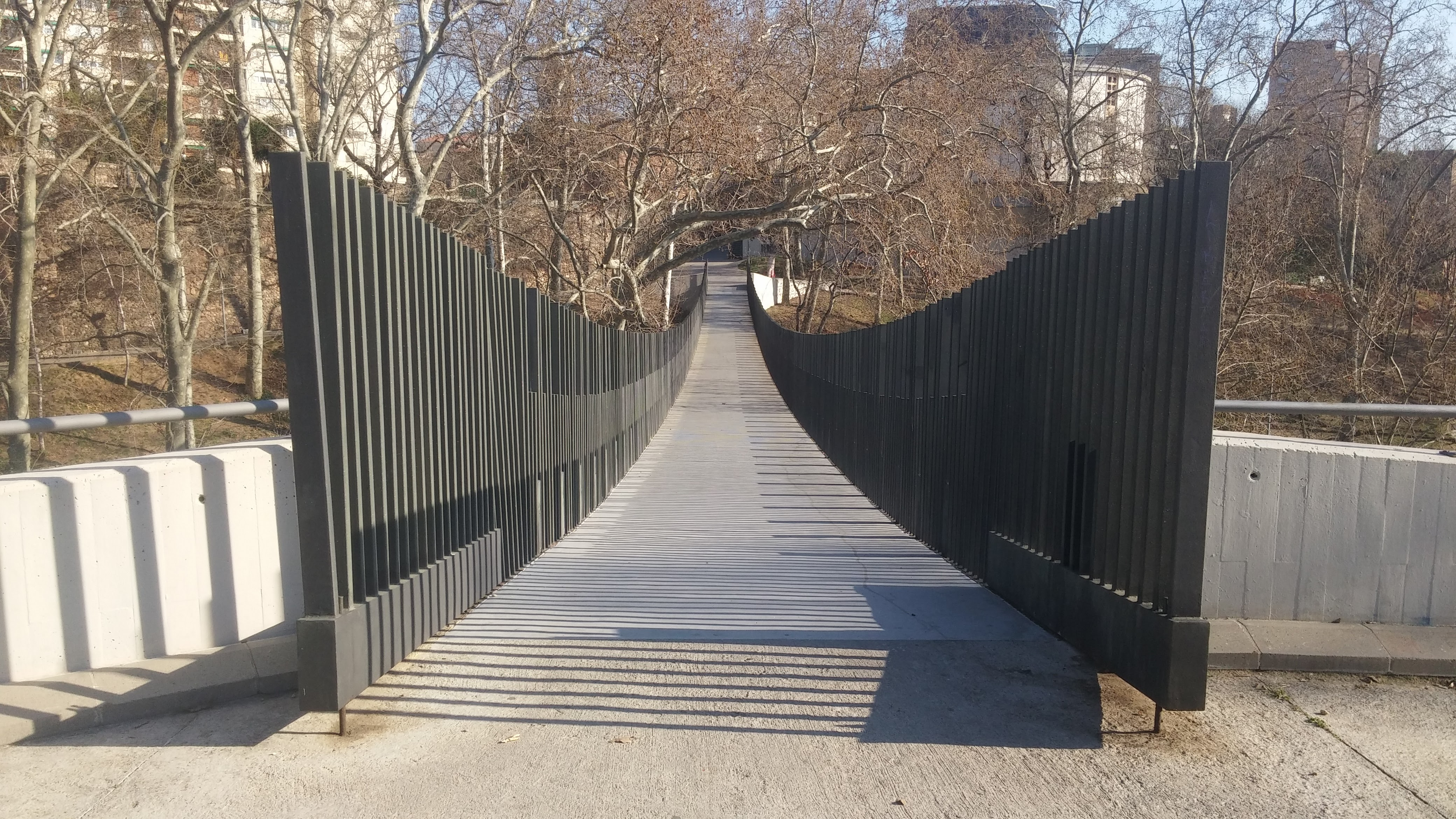
Vista de la Passarel·la de Sant Pere des de l'accés de les Esglésies.

La passarel·la salva una llum lliure de 80 m, té una amplada de 2,70 m i un cantell de 27 cm, l'esveltesa del tauler correspon a la llum partit per 300 (L/300). La fletxa central a temps infinit és d'1,67 m (L/48) i té un desnivell entre punts d'ancoratge d'1,80 m.
Els cables que sostenen la passarel·la consten de dues famílies de 24 cordons Ø0,6” (0,6 polzades de diàmetre), dels cables se suspenen les peces prefabricades que conformen el tauler. Les peces són de formigó HA-45 i tenen una longitud de 2,35 m. Les peces s'han prefabricat completament en planta especialitzada i s'han transportat a l'obra per muntar-les in situ. El cant del tauler és de 27 cm en els laterals de la llosa, on se situa l'armadura del formigó, i de 17 cm al centre on es disposa el pretesat (10 tendons de 7 cordons Ø0,6”).
Els cables de l'armat se situen dins de dos “canals” longitudinals a banda i banda, que s'anomenen beines. Aquestes permeten, mitjançant passadors metàl·lics, penjar les peces dels cables durant el muntatge. Els canals tenen les superfícies rugoses per afavorir l'adherència entre el formigó prefabricat i el formigó de farciment.
En els extrems, en els 4,70 m adjacents a cada estrep, la passarel·la passa a tenir cantell variable entre 27 cm i 67 cm per resistir els esforços paràsits d'encastament. A diferència de la resta del tauler, aquesta zona es realitza “in situ”. De la mateixa manera, les juntes entre lloses i els canals s'emplenen amb morter o formigó amb la mateixa resistència que el formigó base. Tots els cables s'ancoren als estreps, que són de formigó armat. Aquests ancoratges es fonamenten sobre dues pantalles de 4,50 x 0,60 m situades a tots dos laterals de l'estrep i frontalment sobre una família de 12 micropilots inclinats que formen un angle de 40º amb l'horitzontal. La força horitzontal (aproximadament unes 1.300 tones) s'absorbeix comprimint els micropilots i per acció conjunta de tracció i flexió de les pantalles que transmeten la tracció al terreny per fregament. Les pantalles penetren 9,5 m i 8,25 m en l'estrat terciari (una argila dura). Els micropilots estan formats per un tub anul·lar Ø120/100 mm i una barra interior de 40 mm amb una càrrega nominal admissible de 156,2 T, el seu diàmetre de perforació és de 200 mm i el bulb d'ancoratge (zona resistent considerada) té 15 m, tots ells dins de l'estrat terciari.

## Construcció
La construcció es va acabar el juny del 2004, va anar a càrrec de l'empresa contractista ACSA AGBAR Construcció. Les lloses prefabricades van ser executades per Prenava i el pretesat va estar a càrrec de Mekano 4.
El pressupost de l'obra (IVA inclòs) ha resultat de 781.203,50 €. Tenint en compte que la superfície de la passarel·la és de 216 m2 resulten 3.616,68 €/m2 dels quals més d'un terç correspon als acabats arquitectònics i als accessos.
El procés constructiu de la passarel·la va ser el següent:
1. Construcció de l'encofrat per a les lloses prefabricades.
2. Prefabricación de lloses en taller.
3. Enderrocaments i esplanacions (moviments de terres).
4. Execució dels micropilots dels estreps.
5. Execució de les pantalles dels estreps.
6. Encofrat,  formigonat dels estreps d'ancoratge.
7. Llançament dels cables portants.
8. Tesat dels cables portants fins a la posició de partida.
9. Col·locació de les peces prefabricades sobre els cables portantes en un extrem i ripat de cada peça fins a la seva posició definitiva lliscant-la sobre els cables portants.
10. Retesat de cables portants.
11. Formigonat de canals, juntes i extrems.
12. Pretesat del tauler i injecció de beines.
13. Prova de càrrega.
14. Acabats: barana i paviments.
15. Instal·lacions d'il·luminació.
16. Inauguració.

## Premis
- Congrés Footbridge 2005, Venezia. Footbridge Awards 2005.[1] Guanyador en la categoria d'Estètica (a la gran llum).
- Catalunya Construcció 2005. Guanyador en la categoria d'Innovació.[2]
- Premi Biennal del Vallés 2005. Guanyador en la categoria d'espais exteriors.
- Premi Bonaplata[1] 2004. Edifici Industrial. Col·legi Enginyers Industrials de Catalunya.

Esmenes i finalista a:
- IX Biennal Espanyola Arquitectura i Urbanisme 2007. Esment especial a l'accessibilitat.
- Premi Construmat 2005.[1] Esment en la categoria d'Enginyeria civil.
- Premi FAD 2005. Finalista en la categoria d'Espais exteriors.
- Premi Internacional Pont d'Alcántara 2002-2004. Diploma.
- Premi Internacional del Paisatge Rosa Barba 2005. Seleccionat.